# 道嶋嶋足
道嶋 嶋足（みちしま の しまたり）は、奈良時代の陸奥国牡鹿郡出身の武人（貴族）。氏姓は始め丸子（無姓）のち牡鹿連、牡鹿宿禰、道嶋宿禰。官位は正四位上・近衛中将。勲等は勲二等。
陸奥在地の豪族の中で唯一中央官僚として立身し、陸奥経営において坂上田村麻呂と並び評される。

## 出自
嶋足の元の姓である丸子氏（無姓）は、上総国の伊甚屯倉から大化年間（645年頃）に国家の政策によって移住した一族であると考えられている。移住初期のものと目される宮城県東松島市の矢本横穴では、伊甚屯倉のあった千葉県長柄郡の長柄横穴群などに多く見える「高壇式横穴墓」と同形式の横穴墓が確認されている。同族と思しき人物に、神亀元年（724年）3月の海道の蝦夷反乱の征討に活躍し、外従六位上に叙位された丸子大国や、天平勝宝5年（753年）6月に牡鹿連姓を賜った牡鹿郡人外正六位上・丸子牛麻呂や正七位上・丸子豊嶋ら24人がいる。
宮城県東松島市赤井に所在する赤井官衙遺跡は、7世紀中頃から8世紀初頭にかけて関東系土師器を使用する関東からの移民集団の入植と、大規模な官衙・城柵関連遺構の形成が確認されており、牡鹿郡の郡衙および牡鹿柵跡と考えられている。遺跡の中心域では郡役人（郡家）の居館と見られる掘立柱建物群が検出されており、同郡の郡家を担った道嶋氏は、この地を拠点としていたと考えられている。なお、同遺跡は、史料に見える古代東北地方の歴史的事象を考古学的に捉えられる遺跡として、矢本横穴と共に国の史跡「赤井官衙遺跡群」に指定されている。
『甲斐国一之宮浅間神社誌』の「古屋家家譜」とその分析を行った溝口睦子は、丸子氏（無姓）はもともと伊甚屯倉で丸子連-丸子-丸子部の氏族の、丸子連の配下にあった有力農民層であったと推察している。
丸子・丸子部または丸子連を名乗る氏族は、奈良・平安時代において、陸奥国に最も多く分布し、常陸国・上総国・相模国などの東国に限られ、地名でも神奈川県川崎市の「上丸子」など、この地域に「丸子」が多い。このことは、丸子氏が東国に広く分布・居住していたことを指し示すものであるが、その氏族名が継体・宣化・敏達・用明など6世紀の天皇の皇子の名と同音であり、これらの皇子の子代・名代の系譜を引く氏族であることを示している。もっとも、丸子一族をすべて同族とする説に対し、丸子姓の人間が牡鹿郡の者が多く、このことから、丸子姓の氏族は7世紀前半頃に牡鹿の地に移住した新米集団であり、丸子部・丸子連とは別系統の氏族とする見解もある。
また、丸子氏と同じく上総国から移住した一族の末裔と考えられる人物に、『続日本紀』神護景雲3年（769年）3月13日の条に見える、武射臣を与えられた陸奥国牡鹿郡の春日部奥麻呂がいる。

## 経歴
孝謙朝の天平勝宝5年（753年）大初位下の時丸子から牡鹿連に改賜姓される。天平宝字元年（757年）橘奈良麻呂の乱において、反乱実行時に敵側となるのを防ぐために、賀茂角足が事前に武勇に優れた者を自邸に呼んで酒盛りをしたが、嶋足は高麗福信・坂上苅田麻呂らの武人と共に招待されている。天平宝字年間に授刀衛将曹に任じられる。
天平宝字8年（764年）9月の藤原仲麻呂の乱において、藤原仲麻呂の子の訓儒麻呂が勅使・山村王を襲撃して御璽と駅鈴を奪った際、嶋足は授刀衛少尉・坂上苅田麻呂と共に孝謙上皇の勅命を受けて、訓儒麻呂を襲いこれを射殺した。乱における武功により従七位上から一足飛びに十一階昇進して従四位下に昇叙、宿禰姓を賜姓された。10月には授刀少将兼相模守に任ぜられ、天平神護元年（765年）に勳二等の叙勲を受け、近衛員外中将に任じられる。こののち道嶋宿禰に改姓。
天平神護2年（766年）にも正四位下次いで正四位上に叙せられるなど、称徳朝にて地方豪族としては異例の昇進を遂げた。神護景雲元年（767年）陸奥国大国造。この間近衛中将に任ぜられる。神護景雲4年（770年）8月蝦夷の首長である宇漢迷公宇屈波宇らが朝廷軍との関係を断ち、配下と共に朝廷の支配が及ばない地に引き上げ、反攻の姿勢を示した際、嶋足は事実関係の検問のために現地に派遣された（宇漢迷公宇屈波宇逃還事件）。
光仁朝でも引き続き近衛中将（中衛中将）を務める傍ら、宝亀9年（778年）下総守、宝亀11年（780年）播磨守といった地方官や、内厩頭を兼務した。
桓武朝の延暦2年（783年）正月8日卒去、体軀や容貌が雄壮で士気に溢れ、生来より騎射に優れていたという。

## 官歴
『続日本紀』による。
- 時期不詳：大初位下
- 天平勝宝5年（753年） 8月25日：丸子（無姓）から牡鹿連に改姓
- 時期不詳：従七位上。授刀将曹
- 天平宝字8年（764年） 9月11日：従四位下（越階）。連姓から宿禰姓に改姓。日付不詳：授刀少将。10月20日：兼相模守
- 天平神護元年（765年） 正月7日：勲二等。2月5日：近衛員外中将
- 時期不詳：牡鹿宿禰から道嶋宿禰に改姓
- 天平神護2年（766年） 2月13日：正四位下。10月20日：正四位上
- 神護景雲元年（767年） 12月8日：陸奥国大国造
- 神護景雲4年（770年） 8月10日：見近衛中将
- 宝亀9年（778年） 2月4日：兼下総守
- 時期不詳：内厩頭
- 宝亀11年（780年） 3月17日：兼播磨守
- 延暦2年（783年） 正月8日：卒去（正四位上）